# Ringover
Ringover es una empresa de software de comunicación en la nube impulsada por la IA. La empresa fue fundada en 2018 como una startup studio en París por la compañía francesa BJT Partners. La empresa ofrece productos de telefonía y conversación empresarial a más de 14.000 clientes en todo el mundo.
Ringover cuenta con cuatro oficinas ubicadas en Montrouge (Francia), Barcelona (España), Londres (Reino Unido) y Atlanta (Estados Unidos), con una plantilla de 330 empleados.

## Historia
La historia de la empresa se remonta a 2005 cuando un equipo de cinco desarrolladores, entre ellos sus tres futuros fundadores, comenzó a desarrollar productos de telecomunicaciones como Standard Facile, Monfax, Simplicitel, Téléfuté y Soconference. La introducción de la tecnología WebRTC por Google Chrome en 2012-2013 hizo posibles las innovaciones. Para 2016, el marco inicial para el sistema de telefonía basado en la nube de Ringover ya se encontraba en fase de desarrollo.
Ringover se lanzó oficialmente en 2018, ofreciendo una plataforma de comunicación SaaS con integraciones empresariales. La compañía se expandió rápidamente, lanzando una aplicación móvil y un dashboard para la monitorización de llamadas. Para 2019-2020, Ringover ya había desarrollado más de 100 integraciones nativas con herramientas empresariales, incluyendo los CRMs, e introdujo funcionalidades de API y el webhook. En 2019, Ringover recibió el premio “Star Beginner for Summer 2019” de SoftwareSuggest.
En 2021, Ringover obtuvo 10 millones de euros de financiación de serie A de Expedition Growth Capital, lo que hizo posible la expansión del producto y el desarrollo de una herramienta de vídeo basada en la inteligencia artificial que posteriormente se integró en Empower, el producto de Ringover para la transcripción y el análisis de conversaciones. Al mismo tiempo, la empresa amplió su plantilla y estableció oficinas en Atlanta, Barcelona y Londres.
Para 2022, Ringover había evolucionado y se había convertido en una plataforma de conversación 100% en la nube, integrando canales de comunicación como WhatsApp, Messenger, Instagram y correo electrónico.La empresa también lanzó Quicktalk, una herramienta de telefonía en la nube para pequeñas empresas.
En la primavera de 2022, Ringover obtuvo las insignias High Performer de G2 en diversas categorías, como VoIP en Europa, VoIP en general, Mejor Soporte para Pequeñas Empresas y VoIP para Pequeñas Empresas.
En 2023, Ringover obtuvo 20 millones de euros en financiación de serie B de Expedition Growth Capital, Orange Ventures y Bpifrance Large Venture, reforzando su expansión internacional, especialmente en EE. UU. Ese mismo año, la empresa lanzó Empower, una herramienta de análisis conversacional basada en Inteligencia Artificial.
En septiembre de 2024, Ludovic Rateau, quien inicialmente era el director de Tecnología de la empresa, fue nombrado director general.

## Productos y servicios
Ringover ofrece tecnologías de comunicación basadas en la nube, entre ellas:
- Telefonía empresarial, videollamadas y mensajería de grupo
- Análisis y transcripción de conversaciones basados en la IA (Empower)
- Automatización de la prospección de ventas (Cadence)
- Telefonía en la nube para pequeñas empresas (Quicktalk)
- Integración con CRM y software empresarial